# Henco Pullen
Henco Pullen (31 maart 1983) is een Nederlands voormalig korfballer en huidig korfbalcoach. Hij speelde in de Korfbal League voor DOS'46 uit Nijeveen. Met deze ploeg won hij Nederlandse en Europese titels.

## Carrière als Speler
Pullen speelde eerst bij Kios'45 uit Hardenberg en KV Oranje Zwart uit Zwolle. In 2006 verruilde hij van club en ging hij spelen bij het grotere DOS'46 uit Nijeveen.

### DOS'46
Pullen ging in 2006, tezamen met Janine Slabbekoorn, over van Oranje Zwart naar DOS'46 en kwam in eerste instantie in het tweede team terecht.
DOS'46 was in 2005-2006 net de nieuwe zaalkampioen geworden, zodoende dat Pullen in januari 2007 meteen mee mocht op Europese tour. In de Europacup van 2007 won DOS'46 in de finale van het Belgische Riviera.
In Pullen zijn eerste zaalseizoen bij de club, 2006-2007 won DOS'46 voor het tweede jaar op rij de zaalfinale. Hierdoor was Pullen in zijn eerste seizoen bij de club meteen Nederlands en Europees kampioen geworden. Ook op het veld werd DOS'46 kampioen en pakte zodoende in 2007 de zogenoemde "dubbel", waarbij 1 club zowel veld- als zaalkampioen wordt.
In seizoen 2008-2009 haalde DOS'46 wederom de zaalfinale. In deze finale werd Koog Zaandijk verslagen met 26-23, waardoor Pullen voor de tweede keer in zijn carrière Nederlands zaalkampioen werd.
Vanaf seizoen 2011-2012 werd Pullen vaste basisspeler van het eerste team, maar in datzelfde jaar degradeerde de ploeg uit de Korfbal League.
Pullen stopte in 2013 bij DOS'46 en was het in zijn laatste jaar net niet gelukt om terug te promoveren naar de Korfbal League.

## Erelijst
- Korfbal League-kampioen, 2× (2007, 2009)
- Europacup-kampioen, 3× (2007, 2008, 2010)
- Veldkampioen, 1× (2007)

## Coach
Na zijn carrière als speler werd Pullen in 2016 coach. Zijn eerste klus als hoofdcoach was een interim-klus bij Oranje Zwart in 2016.
Hierna was Pullen per seizoen 2016-2017 aangesteld als hoofdcoach bij Sparta uit Zwolle. Onder zijn leiding promoveerde de ploeg in de zaal in 2019 naar de Hoofdklasse.
In februari 2021 werd bekend dat Pullen voor seizoen 2021-2022 de nieuwe hoofdcoach bij Oost-Arnhem zou worden. Hij verving hiermee interim coach Ron Steenbergen, die het tijdelijk over had genomen van de vertrokken coach Hugo van Woudenberg. 
In seizoen 2021-2022 speelde Oost-Arnhem in de hoogste Nederlandse zaalcompetitie, de Korfbal League. Voor Oost-Arnhem was het verschil met de andere ploegen erg groot. Uiteindelijk werd Oost-Arnhem 12e (van de 12) waardoor directe degradatie een feit was.
Seizoen 2023-2024 werd het laatste seizoen voor Pullen als hoofdcoach bij Oost-Arnhem. In dit seizoen eindigde Oost-Arnhem in de middenmoot van de Korfbal League 2.